# 천상열차분야지도

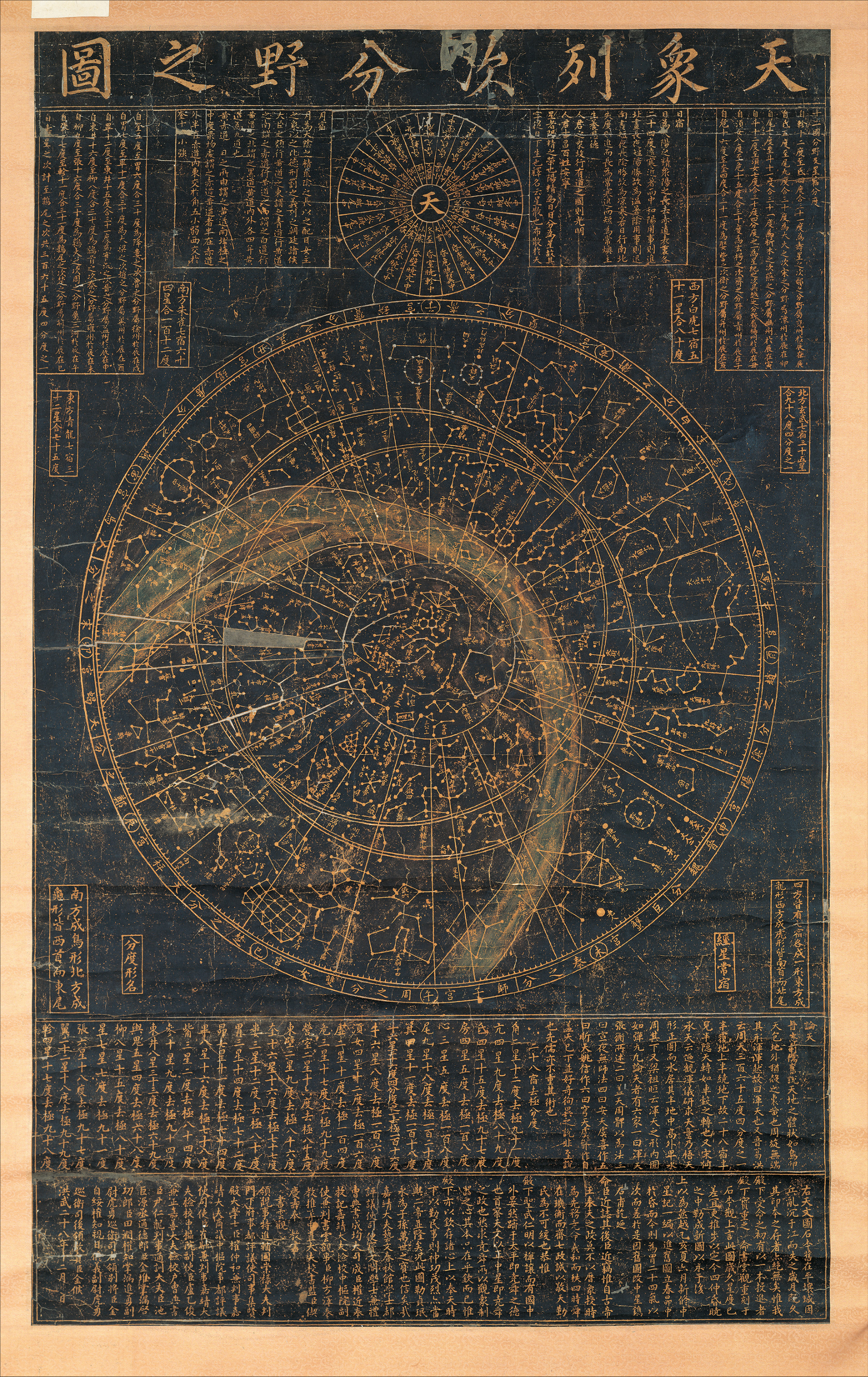
서울대학교 규장각에 소장된 천상열차분야지도 숙종 복각의 탁본(숙종 이후 제작품).

천상열차분야지도(天象列次分野之圖)는 조선 초기부터 석각, 목판, 필사 등으로 제작·보급된 한국의 전천천문도(全天天文圖)이다.
천상열차분야지도 중 가장 오래된 것은 태조 석각으로 가로 122.8 cm, 세로 200.9 cm 크기의 돌에 새겨졌다. 태조 석각본은 국보 228호로 지정되었다. 숙종 때 태조 석각의 탁본을 바탕으로 복각학 것은 보물 837호로 지정되었다. 2006년에 신한은행에서 일본에서 조선 선조 때의 목판본을 구입하여 국립고궁박물관에 기증하였다.
대한민국에서 2007년 1월 22일부터 발행된 만원권 뒷면 배경에 약식으로 모사한 천상열차분야지도가 그려졌다.

## 개요
국보 제228호 천상열차분야지도각석(天象列次分野之圖刻石)은 조선조 태조 4년(1395)에 본디 평양성에 있었던 각석의 탁본을 하나 얻어 이를 비석에 다시금 새긴 것이다.
이 천문도에 적혀 있는 설명문에는 천문도의 제작 경위가 적혀 있다. 그 글에 따르면, 이성계가 조선을 건국하였을 때, 어떤 사람이 천문도의 탁본 한 점을 바쳤는데, 그 탁본의 원본 석각은 원래 평양성에 있었던 것이었으나 전쟁으로 인해 강물에 빠졌다고 한다. 이성계가 이 탁본을 귀중하게 여겨서 새로 돌에 새길 것을 명하였다. 이 천문도가 새 왕조가 하늘의 뜻에 의하여 세워졌다는 권위를 부여한다고 믿었기 때문이었다. 그 석각을 제작하는 작업은 특진보국숭록대부 판문하부사 권중화가 책임자로 있던 서운관의 천문학자들에 의해 수행되었으며, 권근이 설명문을 작성하였고 류방택이 새로 중성기를 계산하여 수정하였으며 설경수가 비문의 글씨를 썼다고 명시되어 있다. 또한 이 설명문에 따르면, 성도는 탁본의 내용을 따르고, 중성기를 새로 계산하여 돌에 새겼다고 적혀 있다.
국립 고궁 박물관에 현존하는 이 천문도의 석본은 가로 122.8cm, 세로 200.9cm의 돌에 새겨진 것인데, 그것은 대체로 다음과 같이 구성되어 있다.
성도는 원형(圓形)의 중심에 북극이 있고, 그 북극을 중심으로 하여 관측지의 북극의 고도에 따른 작은 원과 더 큰 적도 및 황도권이 그려져 있다. 원의 주위에는 28수(宿)의 명칭과 적도수도(赤度宿度)가 기록되어 있고, 각 수(宿)의 거성(距星)과 북극을 연결하는 선에 의하여 개개의 별의 입수도(入宿度)가 눈으로도 매우 정밀하게 읽어갈 수 있게 그려져 있다. 관측의 글에는 28수(宿) 거극분도(去極分度), 24절기의 동틀 무렵과 저물 무렵에 자오선을 지나는 별에 대한 글, 12국 분야(分野) 및 성수분도(星宿分度), 해와 달에 대한 글, 논천설(論天說), 천문도 작성 경과, 작성자들의 관직과 성명에 이르기까지 자세히 기록되어 있다.

## 형태

### 천상열차분야지도란
천상열차분야지도의 형태는 별자리 그림을 중심으로 주변에 해·달·사방신에 대한 간략한 설명, 주관하는 각도, 각 절기별 해가 뜨고 질 때 남중하는 별자리가 설명되어 있고, 하단부에는 당시의 우주관, 측정된 28수의 거극도 및 각도, 천문도의 내력, 참여한 서운관 관리들의 명단이 기록되어 있다.
별자리 그림은 큰 원 안에 하늘의 적도와 황도를 나타내는 교차하는 중간 원을 그리고, 그 내부에 계절에 상관 없이 항상 보이는 별들을 표시하는 중앙의 작은 원, 그 위에 각 분야별로 1467개의 별들이 283개의 별자리를 이루어 밝기에 따라 다른 크기로 그려져 있다.
그 위에 은하수가 그 모양대로 그려져 있으며, 큰 원의 가장자리를 따라 365개의 주천도수 눈금, 각 방향을 대표하는 12지, 각 땅을 대표하는 분야(分野), 황도 12궁이 표시되어 있다.
천상열차분야지도의 성도는 중국 한(漢)의 무제(武帝) 때의 관측에 기반하여 이전의 천문학파들인 무함(巫咸), 감덕(甘德), 석신(石申)의 별자리를 망라한 삼가성경(三家星經) 체계를 따르고 있다. 또한 성도의 중심은 천구의 북극이 되는데 그 위치에 북극오성(北極五星)의 한 별인 천추성(天樞星)을 두고 있다. 천추성은 중국의 한나라 시대에 북극성이었으므로 천상열차분야지도의 성도는 한나라 때의 천문도 체계를 따르고 있음을 알 수 있다. 다만, 일반적으로 중국의 천문도는 북위 35도 정도를 기준으로 작성되었는데, 천상열차분야지도의  적도원과 전몰성원(외규)은 북위 35도 정도를 기준으로 그려졌지만 주극원(내규)은 북위 39도 정도를 기준으로 하여 그려졌다. 그러므로 천상열차분야지도는 중국의 성도를 바탕으로 그 별자리는 수정하지 않고 다만 관측지의 위도를 고려하여 주극원의 반지름을 조정한 것이다.

### 배치
태조 석각본과 숙종 석각본 천상열차분야지도는 설명하는 글의 배치만 다를 뿐 거의 동일하다.

## 유래 및 연구

### 권근의 설명
천상열차분야지도 하단부에 적힌 권근의 설명을 참조하면, 본래의 석본이 평양에 있었으나 전란 중 강에 빠져 잃어버렸다고 하였다.
조선을 건국한 그 해(1392년)에 평양 석각본의 인본을 바치는 사람이 있었고, 태조가 매우 기뻐하여 돌에 새길 것을 지시하였으나, 천문도가 세월이 오래 되어 그 도수가 차이가 나므로 그 값을 새로 측정하여 고쳐 새겼다고 한다. 이에, 권근을 비롯한 10여명의 학자들이 수년 간의 노력 끝에 태종 석각본 천상열차분야지도를 완성하였다.

### 원본의 제작 시기
칼 루퍼스는 1913년에 이 천문도에 대한 최초의 영어 논문을 발표하였다. 그는 조선 중기의 학자인 권별(1589-1671)의 해동잡록을 참고하여 이 천문도의 원본이 고구려 시대에 제작된 것이라고 주장하였다. 그러나 해동잡록의 설명문은 태조본 석각의 설명문을 약간 간략하게 다시 쓰면서 약간의 첨삭을 한 것인데, 여기에는 원래 천문도 설명문에 "전쟁 때문에 강에 빠졌다(因兵亂沈于江)"라고 되어 있는 구절을 "고려 시대의 병란 때문에 강에 빠졌다(因麗季兵亂沈于江)"이라고 되어 있다. 여기서 "려계(麗季)"는 예외 없이 "고려시대 말기"를 뜻한다. 칼 루퍼스의 논문에 따르면, 그는 바로 이 "麗季"라는 표현을 근거로 천상열차분야지도의 원본이 "고구려 시대 말기"에 제작된 것으로 오해하였다. 반면, 일제강점기인 1934년에 발간된 경성부사(京城府史)에서는, 이 천문도는 "전조(前朝) 고려(高麗)의 천문도를 바탕으로 제작되었다."라고 설명하였다.
거극도와 각도 및 별들의 분포와 세차운동으로 인한 위치의 변화로 그 측정연대를 참조하면, 대략 삼국시대 초기인 기원 전·후가 되는데, 기록상으로 1464개의 별이 그려진 천문도를 중국에서 처음 만들었다는 3세기에서 2백 년가량 앞서는 시기가 된다.
한편, 천상열차분야지도와 같은 천문도의 일부에서 원래 중국 별자리에서 "건성(建星)"으로 표기되어야 할 중국 별자리가 "입성(立星)"으로 표기되어 있음을 근거로 천문도의 원도가 고려시대에 제작되었을 가능성이 제시되기도 한다. 이것은 고려 왕조의 설립자인 고려 태조 왕건의 이름을 피한, 전형적인 피휘(避諱)라는 것이다. 또한, 천상열차분야지도의 도설에는 남송(南宋) 시대의 책에 나오는 문장이 인용되어 있다 이러한 내용으로부터, 천상열차분야지도의 원본은 고려 시대에 제작되었고, 성도의 적도환과 중성기만을 수정하고 성도는 원본 그대로 수록한 것으로 추측하기도 한다.

### 평가
천상열차분야지도는 중국의 한(漢)나라의 전통을 계승하고 있어서, 그 성도의 내용이 현존하는 동아시아 성도 중에서 가장 오래된 유물 가운데 하나가 되며, 성도에 수록된 내용이 거의 완전한 정보를 담고 있어서 그 학술적 가치는 더욱 크다고 평가되기도 한다.

## 동아시아의 별자리
- 동아시아의 별자리는 3원 28수 체계에 의해, 3개의 울타리와 그 내부에서 군락을 이루는 별자리들, 28개의 적경으로 구분된 영역과 각 영역에 속한 별자리들로 나뉘어 있다. 세종 대 이순지가 쓴 《천문류초》에 동아시아의 별자리 각각에 대한 형태와 의미, 해석에 대한 설명이 정리되어 있다.
- 천상열차분야지도의 별자리는 송대의 순우천문도 등에서 볼 수 있는 중국의 별자리와는 별의 연결, 별자리의 형태에 차이가 있으며, 위치가 다르거나 목록에 없는 별자리도 있다.
- 일본의 별자리는 7 ~ 8C 무렵의 기토라 고분 벽화에 그려진 것이 최초인데, 그 형태는 천상열차분야지도와 중국 별자리의 중간에 해당된다. 일본에서는 에도 시대에 중국과 조선의 별자리를 바탕으로 몇 개의 별자리를 추가하여 독자적인 천문도를 제작하기도 하였으나, 사용된 기간은 길지 않다. 조선의 문물이 전해지면서 천상열차분야지도를 본뜬 천상열차지도와 천문분야지도가 그려지기도 했다.
- 천상열차분야지도는 별들은 중국의 별자리 그림과는 달리 실제 밝기에 따라 그 크기가 다르게 표현되어 있다.[6] 하지만, 이들 별자리를 현재의 하늘에서 찾기는 쉽지 않다. 이러한 문제를 해결하기 위해 철종 12년(1861년) 남병길이 중국 청나라의 별목록인 《흠정의상고성 속편》에 수록된 별의 위치를 토대로 세차운동을 보정하여 《성경(星鏡)》을 제작하였다.[7]

- 조선의 옛 별자리는 일제강점기를 거치면서 삼국시대 이전에 기원하여 조선시대에까지 이어졌던 궁중 천문학의 흐름이 끊겼고, 이후로 서양 천문학이 교육.보급되면서 옛 별자리 체계는 사용하지 않게 되었으며, 전통이 단절되면서 일반인들로부터도 멀어졌다. 현재는 무속이나 역사에 기록된 천체의 기록을 참조로 하는 천문학 연구에 필요에 따라 사용된다.

## 10000원 지폐 뒷면 그림에 포함된 별자리
2007년에 대한민국에서 발행된 10000원 지폐 뒷면에는 여러 별자리들과 항상 보이는 별들을 표시한 항원권, 오늘날의 적경(赤經)에 해당되는 28수를 구분하는 선들, 황도와 천구의 적도 일부가 그려져 있어 천상열차분야지도의 별자리들과 쉽게 비교할 수 있다. 식별할 수 있는 별자리의 목록은 다음과 같다.
- 태미원(우측 상단) - 태미, 상진, 오제, 병, 오제후, 구경, 호분, 삼태, 소미
- 자미원(중앙 부근) - 북극, 구진, 북두, 문창, 내계, 천상, 자미, 천봉, 오제좌, 팔곡, 전사, 천주, 현과
- 천시원(우측 하단) - 천시원, 천시좌원, 칠공, 여상

- 저수 - 초요
- 우수 - 직녀

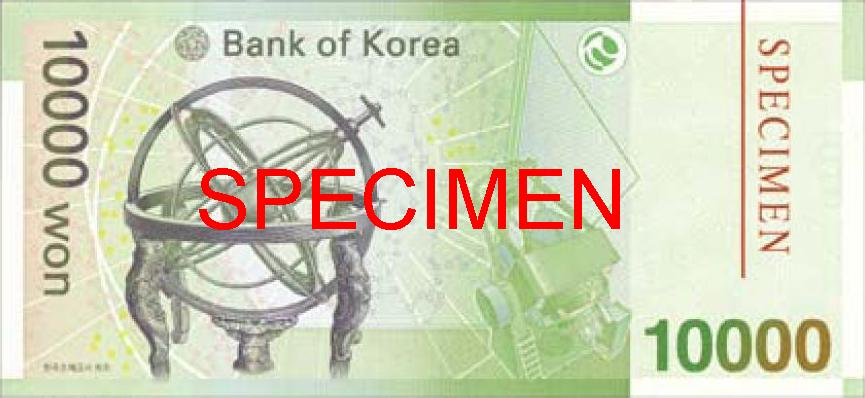
만원권 지폐 뒷면. 혼천의 뒤로 보이는 배경이 약식 천상열차분야지도이다.

- 위수(하단부) - 인성, 외저, 거부, 구
- 실수 - 실, 등사, 누벽진
- 벽수 - 운우, 부질
- 규수(좌측) - 외병, 천혼
- 루수(좌측) - 우경, 천장군, 천창
- 위수 - 천선, 적수, 대릉, 적시, 천름
- 묘수 - 천아, 월, 천선, 려석, 천음
- 필수(좌측 상단) - 필수, 천고, 천가, 오거, 제왕
- 자수 - 좌기
- 성수 - 내평

## 같이 보기
- 동아시아의 별자리
- 천상열차분야지도 각석
- 복각 천상열차분야지도 각석
- 유방택

## 참고 문헌 및 링크
- 박창범, 《한국의 전통과학 천문학》, 이화여자대학교 출판부, 2007년
- 박성환, 〈태조의 석각천문도와 숙종의 석각천문도와의 비교〉, 《동방학지》 54·55·56 합본호, 연세대학교 국학연구원, 1987년 6월.
- 나일성, 〈천상열차분야지도와 각석 600주년 기념복원〉, 《동방학지》, 1996년.
- 남문현·한영호, 〈조선지명이 있는 천상열차분야지도 사본〉, 《동방학지》, 1996년.
- Park, Changbom, 〈Analysis of the Korean Celestial Planisphere: Ch'on-Sang-Yul-Cha-Bun-Ya-Ji-Do〉, 《한국천문학회지》, 1996년.
- 태종 석각본 〈천상열차분야지도〉, 국립고궁박물관 소재.
- 김수길·윤상철 공역, 《천문류초》, 대유학당, 1998년.
- 한국의 고대 천문학(Ancient Astronomy)
- 이 문서에는 다음커뮤니케이션(현 카카오)에서 GFDL 또는 CC-SA 라이선스로 배포한 글로벌 세계대백과사전의 내용을 기초로 작성된 글이 포함되어 있습니다.